# Brazzaville Beach (Roman)
Brazzaville Beach ist der 1990 erschienene, mit mehreren Literaturpreisen ausgezeichnete fünfte Roman von William Boyd. Die gleichnamige deutsche Übersetzung von Gertraude Krueger erschien 1993.
Brazzaville Beach ist ein Wissenschaftsroman und erzählt die Geschichte der englischen Verhaltensforscherin Hope Clearwater – in wechselnden Kapiteln zum einen die ihres Arbeitsaufenthaltes im Kongo und zum anderen die ihrer Ehe mit einem Mathematiker. Eine dritte Erzählebene bilden nachträglich verfasste, zwischen die einzelnen Kapitel geschaltete Tagebuchnotizen.

## Inhalt
Den zentralen, in Ich-Form gehaltenen Erzählstrang bildet der Arbeitsaufenthalt von Hope Clearwater in Afrika. Clearwater hat sich nach der gescheiterten Ehe mit einem Mathematiker und dessen Selbstmord einer Forschungsgruppe um den weltberühmten Schimpansenforscher Eugene Malabar im Nationalpark „Grosso Arvore“ im bürgerkriegsgeschüttelten Kongo angeschlossen und erforscht dort das soziale Verhalten freilebender Schimpansengruppen. Ab und zu fährt sie in die Hauptstadt und trifft sich dort mit ihrem ägyptischen Geliebten Usman Shoukry, einem Kampfjet-Piloten der nationalen Streitkräfte. Bei einer dieser Fahrten gerät sie zwischen die Fronten und wird von einer kleinen Gruppe von Rebellen um Dr. Amilcar und sein Atomique-boume-Volleyball-Team – einer Reihe harmloser Kindersoldaten – als Geisel genommen und zusammen mit einem Kollegen, der jedoch fliehen kann, neun Tage lang durch den Busch geschleppt, bis die Gruppe aufgerieben wird und schließlich nur noch Amilcar übrig ist, der sich in einer waghalsigen Terroraktion selbst in die Luft sprengt.
Im Laufe ihrer Arbeit stellt Hope fest, dass sich ihre Beobachtungen der Schimpansen-Gruppen wesentlich von dem romantischen Bild von der Friedfertigkeit unserer evolutionsgeschichtlichen Vorfahren, wie Malabar es verbreitet, unterscheidet: Die Primatenhorden bekämpfen sich, es herrscht Rivalität und Gewalt bis hin zum Totschlag und Kannibalismus. Innerhalb des Teams ist Malabar jedoch unumstritten, und Hopes Forschungsergebnisse werden bewusst unterdrückt, ihr Zelt wird angezündet, ihre Unterlagen verbrannt. Schließlich kommt es zur Konfrontation, Malabar wird gewalttätig und Hope muss notgedrungen das Camp verlassen. Später muss sie erfahren, dass Malabar eine wissenschaftliche Kehrtwende gemacht hat und ihre Forschungsergebnisse jetzt als seine ausgibt. Desillusioniert lebt sie am Strand des Atlantischen Ozeans in einem Haus, das Usman ihr nach seinem Absturz hinterlassen hat, und schreibt ein Tagebuch.
Den Inhalt des zweiten, auktorial erzählten Stranges bildet die Geschichte der Ehe von Hope Clearwater geborene Dunbar mit dem Mathematiker John Clearwater, die gekennzeichnet ist durch den langsamen geistigen Verfall Johns. Nach einem ambitionierten Karriereanfang auf dem Gebiet der Chaostheorie, angewandt an der Turbulenzforschung und Spieltheorie, stagniert seine Arbeit, er hat merkwürdige Anfälle, sein Zustand changiert zwischen Hektik und Apathie, er hat eine Affäre mit der Ehefrau eines Kollegen, so dass Hope die gewünschte Scheidung schließlich dankbar annimmt.
Hope hatte während der Ehe ihre Promotion zum Thema ‚Dominanz und Territorium’ abgeschlossen, mehrere wissenschaftliche Arbeiten veröffentlicht und schließlich einen Job als Ökologin bei einem Projekt in Landschaftgeschichte in Dorset angenommen, wo sie zwar wenig mehr zu tun hatte als uralte Hecken zu bestimmen, aber trotzdem nicht unglücklich über die Arbeit war.
Nach der Scheidung kommt es ab und zu zu Begegnungen von John und Hope. Als er während eines Besuches in Dorset merkwürdig lange wegbleibt, findet sie ihn ertrunken im naheliegenden Teich – Selbstmord. Hope bricht ihre Arbeit in Dorset ab und geht nach Afrika.

## Themen und Motive
Zentrale Themen des Romans sind der Wissenschaftsbetrieb, exemplifiziert an der Hierarchie und den Rankünen im Forschungscamp, sowie die Primatenforschung als Sozialforschung: Die Schimpansengruppen – gesehen als evolutionsgeschichtlich nächste Verwandte des Menschen – verhalten sich „menschlich“, zeigen das ganze Register an Emotionen von Liebe bis Aggression und Kannibalismus.
Ein weiteres Thema bildet das langsame Abgleiten des Wissenschaftlers in den Wahnsinn durch die Beschäftigung mit der undurchsichtigen Komplexität seiner Forschung, hier der Chaostheorie und Turbulenzforschung.
Der Krieg bildet wie schon in mehreren früheren Romanen Boyds den Rahmen für die Geschichte und auch hier erneut im Wesentlichen die absurden Seiten kriegerischer Konflikte.

## Auszeichnungen
- 1990 James Tait Black Memorial Prize
- 1990 McVitie’s Prize als schottischer Schriftsteller des Jahres

## Ausgaben
- Englische Originalausgabe: Brazzaville Beach bei Sinclair-Stevenson London 1990
- Deutschsprachige Erstausgabe: Brazzaville Beach, dt. von Gertraude Krueger, Reinbek bei Hamburg: Rowohlt 1993. ISBN 3-498-00552-9
- Taschenbuch: Brazzaville Beach, gleiche Übersetzung; Berlin: Berliner Taschenbuch-Verlag 2007. ISBN 3-833-30490-1